# 鈴木貴士
鈴木 貴士（すずき たかし、1981年1月18日 - ）は、日本のラグビーユニオン指導者。

## 略歴
千葉県市川市出身。小学1年生からラグビーを始めた。
1999年、保善高校卒業後、中央大学に入る。
2003年、セコムラガッツに加入。同年9月21日に行われたジャパンラグビートップリーグ第2節の近鉄ライナーズ戦に途中出場で公式戦初出場を果たす。 
2006年に行われたアジア大会では7人制日本代表として金メダル獲得に貢献。
2009年、ラグビーワールドカップセブンズ2009の7人制日本代表に選出され、クボタスピアーズ(現・クボタスピアーズ船橋・東京ベイ)に加入。
2014年に行われたアジア大会でも7人制日本代表として金メダル獲得に貢献。
2017年、クボタスピアーズでの選手引退をし、日本ラグビーフットボール協会へ出向した。同年、男子セブンズ日本代表コーチに就任。
2019年、セブンズユースアカデミーコーチとユニバーシアード男子日本代表ヘッドコーチを兼務。第30回ユニバーシアード夏季競技大会で金メダルを獲得。2019年度ジャパンラグビーコーチングアワードで特別賞を受賞。
2021年、女子セブンズ日本代表ヘッドコーチ代行を経て、女子セブンズ日本代表ヘッドコーチに就任。
2024年10月、男女7人制コーチングディレクターに就任。2025年8月31日に任期満了で退任し、クボタスピアーズ船橋・東京ベイに戻り、育成マネージャーを務める。